# 顏力妃
顏力妃（QueeNa / LiPhaye，1986年4月30日—），台灣創作女歌手。

## 生平經歷
顏力妃為獨生女兒，家人經營水果攤生意，惟經濟狀況不好。她求學時期曾遭受校園欺凌，大學畢業後父親便離世，母親情緒病加劇，故需送往精神科照護病房由專業人士照顧。她於2016年加入豐華唱片，2017年7月參與音樂選秀節目《中國新歌聲》，因曾替張惠妹創作歌曲〈母系社會〉而獲得關注，2018年則推出首張個人專輯《月半女神》，於2019年與經紀公司及唱片公司解約，並於同年參加民視《台灣那麼旺》比賽節目。

## 音樂作品
| 專輯 # | 專輯名稱 | 專輯類型 | 發行公司 | 發行日期  | 曲目 |
| 1st    | 月半女神 | 大碟     | 豐華唱片 | 2018年3月 | 曲目 1. 狂想曲（「公視 魔幻對決」主題曲） 2. 殺你說晚安 Feat. BOXING 葛西瓦 3. 一碗粥 4. 忙著說再見（偶像劇《如朕親臨》插曲） 5. 月半女神 6. 瘋子（OT：母系社會） |

### 原創歌曲
| 年份   | 歌名         | 歌手                   | 備註                             |
| 2013年 | 大小姐進行曲 | 大小姐                 | 作曲                             |
| 2013年 | 香香澡       | 大小姐                 | 作曲                             |
| 2013年 | 幸福前進吧   | 路嘉欣                 | 作曲；日本觀光廳旅遊微電影主題曲 |
| 2014年 | 你值得我慷慨 | 路嘉欣                 | 作曲；偶像劇《妹妹》插曲         |
| 2015年 | 母系社會     | 張惠妹                 | 作曲                             |
| 2017年 | 別忘記       | 東森超視《如錦》片尾曲 | 詞曲                             |
| 2017年 | 無所畏       | 優我女團               | 填詞                             |

## 演出

### 音樂會
- 2014年12月：《梨山賓館》跨年演出
- 2015年3月：《新竹關西統一渡假村》駐唱
- 2015年7月：《holiday ya 市集》駐唱
- 2018年4月21日：《多陪一里路 #MeToo大遊行 勵馨接住你》演出者
- 2018年4月27日：《女力爆發演唱會》演出者[8][9]
- 2019年8月31日：《浪漫白沙灣，沙灘生活節》演出者
- 2019年11月30日：《鄧麗君懷舊之夜》演出者[10]

### 配唱
- 2015年6月：國際牌 Panasonic nanoe 主題曲 《那容易》配唱

### 通告
- 2015年6月：【娛樂百分百】2015.06.08《娛樂神爆卦》
- 2018年5月：【嘘星聞】誰是月半女神之攀岩比賽
- 2018年6月：【學生天團瘋音樂】讓我留在你身邊
- 2018年6月：【學生天團瘋音樂】走紅毯女星搶鏡頭狀況劇
- 2018年8月：【ROCK LIVE 滾石現場】滾石現場樂勢力
- 2018年10月：【ROCK LIVE 滾石現場】讓歌延續─唱滾石愛情故事
- 2019年12月：民視【財經週末趴】斜槓創業經驗談

## 平面刊物

### 雜誌
- 2019年8月：專欄訪談 ｜《優渥誌》118期 - 營養師、醫師沒說的30個肥胖秘密
- 2019年12月：文字專欄 ｜《鄉間小路》- 陪你吃粥

## 專訪
- 2018年4月：《銀河網路電台》陳樂融 ‧ 銀河面對面
- 2018年5月：《教育廣播電台》拍律遊樂園
- 2018年6月：《太報》靠興趣吃飯？顏力妃又愛又恨的斜槓人生
- 2018年6月：《NOWnews》夏日瘦身／「月半」女孩飛起來　空中瑜珈雕塑完美曲線
- 2018年7月：《自由時報》吃肉喝油狂瘦16公斤 顏力妃解密生酮飲食

## 獎項及提名
| 獎項   | 年份 | 獎項                           | 結果 | 參考   |
| 金曲獎 | 2016 | 最佳年度歌曲獎（《母系社會》） | 提名 | [ 11 ] |

## 外部連結
- 顏力妃的Facebook專頁